# Maite Pagazaurtundua
María Teresa Pagazaurtundúa Ruiz, aussi connue sous le nom  de Maite Pagazaurtundúa ou Maite Pagaza, née le 11 février 1965 à Hernani, est une femme politique espagnole. Membre depuis 2014 de l'Union, progrès et démocratie, elle devient députée européenne le 25 mai 2014. À la suite d'un accord entre l'UPyD et Ciudadanos, elle redevient députée européenne en 2019 en tant qu'indépendante.

## Biographie

### Origines et vie privée
Maite Pagazaurtundúa est née le 11 février 1965 à Hernani, dans la province basque de Guipuscoa. Durant sa jeunesse, elle étudie la philologie hispanique ainsi que la philologie basque à l'université de Deusto. Elle est mariée et a deux filles.
Sa mère, Pilar Ruiz, était une réfugiée de guerre, devenue plus tard militante pour la liberté du Pays basque. L'un de ses frères, Joseba Pagazaurtundúa (es), a été assassiné en 2003 par l'organisation indépendantiste ETA après avoir été menacé, harcelé et agressé pendant des années. Maite Pagazaurtundúa a par la suite quitté le Pays basque.

### Activités militantes

#### Engagements associatifs
En 1999, avec des citoyens, politiciens et intellectuels basques comme Fernando Savater, elle participe à la fondation de ¡Basta Ya!, dont l'objectif est de combattre le terrorisme en toutes circonstances, de soutenir ses victimes, de défendre l'État de droit, la Constitution espagnole et le statut d'autonomie du Pays basque. En 2000, ¡Basta Ya! reçoit le prix Sakharov, devenant ainsi la première association civique à recevoir cette reconnaissance.
En 2005, elle fait partie d'une liste de 1000 femmes nommées pour le prix Nobel de la paix.
De 2005 à 2012, elle est présidente de la Fondation Victimes du terrorisme (es). Durant cette période, elle s'efforce de clarifier les 400 meurtres non-élucidés attribués à l'ETA. Elle encourage également la publication du livre Vidas Rotas. Historia de los hombres, mujeres y niños víctimas de ETA, une compilation des histoires de personne assassinée par l'ETA.

#### Engagements politiques
Maite Pagazaurtundúa s'engage politiquement au sein du Parti socialiste du Pays basque. Elle exerce les mandats de conseillère régionale au sein du Parlement basque de 1993 à 1998 puis est conseillère municipale d'Urnieta de 1999 à 2007. Elle s'éloigne du Parti socialiste quand celui-ci se rapproche du Parti national basque.
En 2014, candidate sur la liste de l'Union progrès et démocratie (UPyD), elle est élue députée européenne. Elle est vice-présidente du groupe parlementaire Alliance des démocrates et des libéraux pour l'Europe (ADLE) et siège notamment au sein de la commission spéciale sur le terrorisme du Parlement européen. Elle est réélue en 2019 et siège au sein du groupe 